# BTR-50
BTR-50 byl sovětský pásový obojživelný obrněný transportér z padesátých let 20. století založený na tanku PT-76. BTR-50 je opatřen pásy, na rozdíl od většiny z řady vozidel BTR, která jsou kolová. Podle tohoto obrněnce vznikla i jeho československá značně upravená verze OT-62, která se v Československu vyráběla a byla ve výzbroji Československé lidové armády a polské armády.

## Služba
BTR-50 byl vyvinut v roce 1952 a sériově vyráběné stroje se dostaly do výzbroje sovětské armády roku 1954. Poprvé byl veřejnosti představen v listopadu 1957.
Byly používány Egyptem a Sýrií během Šestidenní války (1967), z nichž byla řada zajata Izraelem. Některá z vozidel byla poté izraelskou armádou znovu používána. Obě strany používaly BTR-50 za Opotřebovací války (1968–70). Během operace „Raviv“ (8. – 9. září 1969) byly při obojživelném nájezdu na Suezský průplav použity tři tanky T-54 a šest BTR-50, které vyvolaly za egyptskými liniemi chaos. BTR-50 byly znovu nasazeny Egyptem, Sýrií a Izraelem v Jomkipurské válce (1973). Během tohoto konfliktu byly BTR-50, spolu s tanky T-54 a T-55, použity izraelskými jednotkami během bojů ve městě Suez a jeho okolí. Jomkipurská válka byla také svědkem toho, že Izrael zajal další kusy BTR-50. Některé z izraelských BTR-50 byly později dodány jiholibanonské armádě.
V roce 2023 byl nasazen Ruskem ve válce proti Ukrajině.

## Varianty
- BTR-50P (1952) – původní verze s nezakrytým prostorem roje
- BTR-50PA (1954) – stejná verze jako BTR-50P bez nakládacích ramp a s 14,5mm kulometem
- BTR-50PK (1958) – verze s pancéřovou ochranou na celé ploše střechy korby, zařízením pro ochranu osádky proti účinkům zbraní hromadného ničení a kulometem ráže 7,62 mm
- BTR-50PU (1959) – velitelské vozidlo
- BTR-50PK(B) – obojživelné vyprošťovací vozidlo
- MTP – vozidlo technické pomoci
- MTK – odminovací vozidlo

## Uživatelé
Afghánistán, Albánie, Alžírsko, Angola, Bulharsko, Československo, Egypt, Finsko, Guinea, Indie, Írán, Irák, Izrael, Jugoslávie, KLDR, Libye, Maroko, Polsko, Rumunsko, Rusko, SSSR, Somálsko, Súdán, Sýrie, Vietnam